# ماشین استخوان
«ماشین استخوان» (به انگلیسی: Bone Machine) آلبومی از هنرمند اهل ایالات متحده آمریکا تام ویتس است که در سال ۱۹۹۲ میلادی منتشر شد.